# مایکل رنی
مایکل رنی (انگلیسی: Michael Rennie; ۲۵ اوت ۱۹۰۹ – ۱۰ ژوئن ۱۹۷۱) هنرپیشه اهل بریتانیا بود. وی بین سال‌های ۱۹۳۷ تا ۱۹۶۹ میلادی فعالیت می‌کرد.
از فیلم‌هایی که وی در آن نقش داشته‌است می‌توان به توطئه سورابایا، روزی که دنیا از حرکت بازماند، دیمیتریوس و گلادیاتورها، باران‌های رانچیپور و عمر خیام اشاره کرد.